# Charpentieria riberothi
Charpentieria riberothi is een slakkensoort uit de familie van de Clausiliidae. De wetenschappelijke naam van de soort is voor het eerst geldig gepubliceerd in 1961 door Brandt.